# Hilaria ciliata
Hilaria ciliata là một loài thực vật có hoa trong họ Hòa thảo. Loài này được (Scribn.) Sohns mô tả khoa học đầu tiên năm 1956.